# En Corps: Generation
En Corps: Generation ist ein Album von Eve Risser, Benjamin Duboc und Edward Perraud. Die am 13. März 2016 im Artacts’16, Alte Gerberei in St. Johann in Tirol 
entstandenen Aufnahmen erschienen 2017 auf dem Label Dark Tree.

## Hintergrund
Die französische Pianistin Eve Risser arbeitete bereits 2012 mit dem Schlagzeuger Edward Perraud und dem Bassisten Benjamin Duboc und nahm ein Album unter dem Titel En Corps auf. 2017 folgten wiederum zwei ausgedehnte Improvisationen.

## Titelliste
- Eve Risser / Benjamin Duboc / Edward Perraud: En Corps: Generation (Dark Tree)[1]

1. Des Corps 37:39
2. Des Âmes 16:53

Die Kompositionen stammen von Benjamin Duboc, Edward Perraud und Eve Risser.

## Rezeption
Risser sei möglicherweise einer der perkussivsten Pianisten, die gewöhnlich mit einer Palette operiert, die auf verschiedene Weise an Gamelan, Marimba, Xylophon und eine Spieluhr erinnere, schrieb John Sharpe in All About Jazz. Perraud würde als einfallsreicher Lieferant klanglicher Vielfalt überzeugen; sein Spiel sei gespickt mit wohlüberlegten Ausschmückungen und straffen Miniaturfiguren, die unerwartet auftauchen und ebenso schnell wieder verschwinden. Aber es sei Duboc, der dafür sorge, dass die Show auf der Spur bleibt. Die drei gleichgesinnten Akteure würden spontan zwei ausgedehnte Stücke entwickeln, die eine Tugend aus sorgfältigem Urteilsvermögen, Zurückhaltung und Sensibilität darstellen. Das Besondere daran sei die Konzentration auf den Moment, die jeden Klang sowohl hinsichtlich seines inneren Wertes als auch hinsichtlich seiner Beziehung zu anderen akribisch positioniert. Obwohl sie nicht ganz konsonant sind, fühlen sich die Dissonanzen genau richtig an und das Endergebnis sei faszinierend.
Henning Bolte gab dem Album in der Jazzthetik vier Sterne: „Eine spezielle Spielart des Minimalismus ist die Musik von En Corps: Generation. Die Wirkung entsteht hier daraus, dass die Musik einfach geschieht und dabei im Zuhören – ähnlich dem wahrgenommenen Geräuschgeschehen und Klangbild in einem Naturraum – Zusammenwirkungen entstehen.“ Die französische Dreiereinheit von Risse/Duboc/Perraud, die seit einigen Jahren unterwegs ist, sei ein gut eingespielter Organismus. Ihr zweites Albums enthalte zwei qua Länge und Charakter deutlich unterschiedliche Stücke. In abwechselnder Herausgehobenheit der drei Instrumentenklänge setze das 37-minütige „Des corps“ sehr allmählich sich verdichtende Klangzeichen um ein ungreifbares Zentrum herum. Es wirke fast wie eine Freilegung von verborgenen Konturen. Das 17-minütige „Des âmes“ sei dagegen weitaus bewegter, disruptiver, heftiger und entladender. Es wirke wie Wärmewellen und Temperaturmischungen. Letztlich seien es die Klänge selbst, die das Werk verrichten. Bei aller Reduziertheit schöpften die drei Musiker maximal aus ihren gesamten Spielerfahrungen. Dass es sich bei der Musikereinheit um ein Pianotrio handelt, merke man bei alledem nicht – und das dürfte gut so sein.